# Kwitt
Kwitt ist ein mobiles Bezahlverfahren, bei dem mit einer SEPA-Überweisung (zum Teil durch Instant Payment) Geld zwischen Konten transferiert wird. Dieses Verfahren wird von den Sparkassen, Genossenschaftsbanken und teilnehmenden Privatbanken angeboten.
Ab 2021 wird das Bezahlverfahren unter der Marke giropay zusammengeführt, und dann als „giropay Geld senden“ bezeichnet.
Die Online-Bezahldienste Kwitt und Giropay wurden zum Jahresende 2024 durch den neuen Dienst Wero ersetzt.

## Funktionsweise
In der ursprünglichen Variante war Kwitt ein ausschließlich smartphonebasiertes Bezahlverfahren von Person zu Person. Dabei können sich zwei registrierte Nutzer auf Basis einer Überweisung Beträge zusenden bzw. anfordern. Innerhalb der App können die im Kontaktverzeichnis hinterlegten Einträge mit den bei Kwitt registrierten Nutzern synchronisiert werden, was eine Vereinfachung des Überweisungsprozesses ermöglicht. Zudem kann Geld von persönlich erstellten Gruppen in variabler Höhe angefordert werden. Mit Integration in giropay werden auch Online-Zahlungen ermöglicht.
Kwitt wird zwar gemeinsam beworben, aber Teilnehmer der Sparkassen sind gegenüber anderen teilnehmenden Banken im Vorteil:
Sie können als registrierte Teilnehmer an jedes deutsche Girokonto Geld schicken. Der Empfänger muss hierfür nicht bei Kwitt angemeldet sein. Registrierte Teilnehmer einer VR-Bank dagegen können nur Geld an ebenfalls angemeldete Kunden teilnehmender Banken oder Sparkassen senden, was den Teilnehmerkreis einschränkt. Bei Geldforderungen ist grundsätzlich eine Registrierung beider Teilnehmer Voraussetzung.
Kwitt ist eine Zusatzfunktion des Girokontos und die Zahlungen werden direkt über dieses abgewickelt. Getätigte Zahlungen werden in der App, im Onlinebanking und auf dem klassischen Kontoauszug ausgewiesen. Das System wird ausschließlich in Deutschland angeboten. Daher gilt für das Verfahren der deutsche Datenschutz und das deutsche Bankgeheimnis.

## Geschichte
Kwitt geht auf eine Studie unter dem Arbeitstitel „WhatsCash“ der Fiducia & GAD IT aus dem Jahre 2014/15 zurück. Am 28. November 2016 schalteten die Sparkassen mit dem Namen „Kwitt“ und die Volks- und Raiffeisenbanken unter dem Namen „Geld senden & anfordern“ die Funktionalität in ihren Banking-Apps frei. Seit Juni 2018 bieten die Volksbanken und Raiffeisenbanken das Bezahlverfahren unter dem gemeinsamen Markennamen „Kwitt“ an.
Seit dem 10. Juli 2018 sind mit Kwitt Überweisungen innerhalb des SEPA-Raums zum Teil in Echtzeit möglich.

## Verbreitung
Im August 2018 verzeichnete Kwitt über eine Million registrierte Nutzer.
Die schnelle Verbreitung der Funktion, Geld via Smartphone auf Basis einer Überweisung zu senden bzw. anzufordern (z. B. im Vergleich zu Paydirekt), beruht auf einer Marketing-Strategie, die auf die Zielgruppe jugendlicher Bankkunden ausgerichtet ist: Ein Bot(e) treibt das Geld ein – die Sparkasse geht neue Wege im Marketing für Kwitt. Sie wirbt mit einem martialischen Geldeintreiber für die Bezahl-App. Die Kampagne baut auf einem Facebook-Bot auf, der dabei hilft, individuelle „Drohvideos“ zu erstellen.
In einem Werbefilm wird ein junger Mann von dem rabiaten Eintreiber verfolgt – und daran „erinnert“, an seinen „Kumpel Patrick“ ganze 2,60 Euro zu zahlen. Doch der Muskelmann will das Geld nicht in bar, sondern erinnert den Schuldner daran, dafür die Funktion „Kwitt“ zu nutzen. Am 15. Mai meldete sich der Geldeintreiber mit seinem Account „@derbote_official“ auf Instagram an und bedient sich der gängigen Influencer-Klischees.
Am 13. Februar 2019 zeichnet das Deutsche Institut für Servicequalität „Kwitt“ als besten Smart-Payment Anbieter aus: „Testsieger ist Kwitt mit dem Qualitätsurteil „sehr gut“. Der Anbieter positioniert sich sowohl im Gesamtergebnis als auch in der Kategorie „Zahlung unter Freunden“ auf Platz eins.“ Am 10. Mai 2021 begann die Verschmelzung von Paydirekt, Giropay und Kwitt unter der Marke Giropay.

## Teilnehmende Banken
Im Mai 2023 boten folgende Banken Kwitt als smartphonebasiertes Bezahlverfahren in ihren Apps an:
- Sparkassen
- Volks- und Raiffeisenbanken
- Commerzbank AG
- ING-DiBa AG
- Sparda-Bank Berlin eG
- BBBank eG
- PSD-Bankengruppe
- BW-Bank
- FLESSABANK – Bankhaus Max Flessa KG
- MLP Banking AG
- Evangelische Bank eG
- Bank im Bistum Essen eG
- Wüstenrot Bank AG
- Bank Schilling & Co AG
- Fürstlich Castell’sche Bank